# A' katīgoria (volleyboll, damer)
A' katīgoria är den högsta volleybollserien i Cypern. Serien har funnits sedan 1978. Den spelas årligen och består av åtta lag där alla möter alla. Vinnaren blir cypersk mästare

## Resultat per år
| Säsong                  | Podium               | Podium               | Podium               |
| Mästare                 | Tvåa                 | Trea                 |                      |
| ----------------------- | -------------------- | -------------------- | -------------------- |
| 1978 mer information    | AEL Limassol         | -                    | -                    |
| 1978-79 mer information | AEL Limassol         | -                    | -                    |
| 1979-80 mer information | AEL Limassol         | -                    | -                    |
| 1980-81 mer information | AEL Limassol         | -                    | -                    |
| 1981-82 mer information | AEL Limassol         | -                    | -                    |
| 1982-83 mer information | AEL Limassol         | -                    | -                    |
| 1983-84 mer information | AEL Limassol         | -                    | -                    |
| 1984-85 mer information | AEL Limassol         | -                    | -                    |
| 1985-86 mer information | AEL Limassol         | -                    | -                    |
| 1986-87 mer information | AEL Limassol         | -                    | -                    |
| 1987-88 mer information | AEL Limassol         | -                    | -                    |
| 1988-89 mer information | AEL Limassol         | -                    | -                    |
| 1989-90 mer information | AEL Limassol         | -                    | -                    |
| 1990-91 mer information | AEL Limassol         | -                    | -                    |
| 1991-92 mer information | Olympiada Neapolīs   | -                    | -                    |
| 1992-93 mer information | AEL Limassol         | -                    | -                    |
| 1993-94 mer information | AEL Limassol         | -                    | -                    |
| 1994-95 mer information | AEL Limassol         | -                    | -                    |
| 1995-96 mer information | AEL Limassol         | -                    | -                    |
| 1996-97 mer information | AEL Limassol         | -                    | -                    |
| 1997-98 mer information | AEL Limassol         | -                    | -                    |
| 1998-99 mer information | AEL Limassol         | -                    | -                    |
| 1999-00 mer information | AEL Limassol         | -                    | -                    |
| 2000-01 mer information | AEL Limassol         | -                    | -                    |
| 2001-02 mer information | Anorthosis Famagusta | -                    | -                    |
| 2002-03 mer information | AEL Limassol         | -                    | -                    |
| 2003-04 mer information | Anorthosis Famagusta | -                    | -                    |
| 2004-05 mer information | AEL Limassol         | -                    | -                    |
| 2005-06 mer information | Anorthosis Famagusta | -                    | -                    |
| 2006-07 mer information | AEK Larnaca          | -                    | -                    |
| 2007-08 mer information | AEL Limassol         | Anorthosis Famagusta | AEK Larnaca          |
| 2008-09 mer information | AEL Limassol         | Anorthosis Famagusta | Apollon Limassol     |
| 2009-10 mer information | Anorthosis Famagusta | AEL Limassol         | Apollon Limassol     |
| 2010-11 mer information | Apollon Limassol     | Anorthosis Famagusta | AEL Limassol         |
| 2011-12 mer information | AEL Limassol         | Apollon Limassol     | Anorthosis Famagusta |
| 2012-13 mer information | Anorthosis Famagusta | Apollon Limassol     | AEL Limassol         |
| 2013-14 mer information | Apollon Limassol     | Anorthosis Famagusta | AEL Limassol         |
| 2014-15 mer information | Apollon Limassol     | AEK Larnaca          | Anorthosis Famagusta |
| 2015-16 mer information | Apollon Limassol     | AEK Larnaca          | Anorthosis Famagusta |
| 2016-17 mer information | Apollon Limassol     | AEL Limassol         | AEK Larnaca          |
| 2017-18 mer information | Anorthosis Famagusta | AEK Larnaca          | Apollon Limassol     |
| 2018-19 mer information | Anorthosis Famagusta | AEL Limassol         | AEK Larnaca          |
| 2019-20 mer information | Ej slutfört          | Ej slutfört          | Ej slutfört          |
| 2020-21 mer information | AEL Limassol         | Apollon Limassol     | Olympiada Neapolīs   |
| 2021-22 mer information | Apollon Limassol     |                      |                      |

## Resultat per klubb
| Lag                  | Antal titlar | Per säsong |
| -------------------- | ------------ | --- |
| AEL Limassol         | 29           | 1978, 1978-79, 1979-80, 1980-81, 1981-82, 1982-83, 1983-84, 1984-85, 1985-86, 1986-87, 1987-88, 1988-89, 1989-90, 1992-93, 1993-94, 1994-95, 1995-96, 1996-97, 1997-98, 1998-99, 1999-00, 2000-01, 2002-03, 2004-05, 2007-08, 2008-09, 2011-12, 2020-21 |
| Anorthosis Famagusta | 7            | 2001-02, 2003-04, 2005-06, 2009-10, 2012-13, 2017-18, 2018-19 |
| Apollon Limassol     | 6            | 2010-11, 2013-14, 2014-15, 2015-16, 2016-17, 2021-22 |
| Olympiada Neapolīs   | 1            | 1991-92 |
| AEK Larnaca          | 1            | 2006-07 |